# Sultan Khuda Dad Khan
Pour les articles homonymes, voir DAD.
Sultan Khuda Dad Khan, aussi appelé Khudkai Sultan (mort le 14 août 1665) fut le cinquième chef de la tribu Abdali et le premier sultan de Safa. Il régna de 1649 à 1665.
Né avant le 11 février 1614, il était le fils aîné de Khwaja Khizr Khan, second Chef de la Tribu des Abdali et gouverneur héréditaire de Safa. Toutefois, il ne put accéder à ces deux dignités à la mort de celui-ci et c'est son oncle Sultan Maudad Khan qui prit l'aînesse de sa famille. Il ne put toujours pas devenir Chef des Abdali à sa mort en 1644 et dut attendre 1649 et la mort de son cousin Shah Hussain Khan pour se faire reconnaître Chef des Abdali. 
Une fois devenu Gouverneur de Safa, il étendit son pouvoir jusqu'aux villes de Kaseghar et Kandahar. La ville Argistan faisait également partie de ses domaines. Devenu le prince le plus puissant de toute l'Afghanistan, il assuma le titre de Sultan de Safa. Il est mort le 14 août 1665.
Il avait épousé Mourad Bibi, dont il eut trois fils, dont seront issus les familles Sultan-khel et Khudakka Saddozai :
- Qalandar Khan, deuxième sultan de Safa

- Inayat Khan, troisième sultan de Safa

- Hayat Khan Khudakka, quatrième sultan de Safa